# Ленард Шварц (тенісист)
Ленард Шварц (англ. Leonard Schwartz; 23 квітня 1913 — 23 листопада 2010) — колишній австралійський тенісист.
Найвищим досягненням на турнірах Великого шолома був фінал в парному розряді.

## Фінали турнірів Великого шолома

### Парний розряд:1 поразка
| Результат | Рік  | Турнір              | Покриття | Партнер     | Суперники                 | Рахунок       |
| --------- | ---- | ------------------- | -------- | ----------- | ------------------------- | ------------- |
| Поразка   | 1946 | Чемпіонат Австралії | Трава    | Макс Ньюком | Джон Бромвіч Адріан Квіст | 3–6, 1–6, 7–9 |